# Pueblo de Santiago
Pueblo de Santiago är en ort i Mexiko.   Den ligger i kommunen Cuencamé och delstaten Durango, i den centrala delen av landet, 800 km nordväst om huvudstaden Mexico City. Pueblo de Santiago ligger 1 594 meter över havet och antalet invånare är 572.
Terrängen runt Pueblo de Santiago är platt åt nordost, men åt sydväst är den kuperad. Runt Pueblo de Santiago är det mycket glesbefolkat, med 5 invånare per kvadratkilometer. Närmaste större samhälle är Cuencamé, 1,3 km väster om Pueblo de Santiago. Omgivningarna runt Pueblo de Santiago är i huvudsak ett öppet busklandskap.